# Hugo de Jonge
Pour les articles homonymes, voir De Jonge.
Hugo de Jonge, né le 26 septembre 1977 à Bruinisse, est un homme politique néerlandais. Membre de l'Appel chrétien-démocrate (CDA), qu'il dirige de juillet à décembre 2020, il est ministre du Logement et de l'Aménagement du territoire (2022-2024) et, parallèlement, ministre des Affaires intérieures et des Relations au sein du Royaume (2023-2024).

## Biographie

### Premiers engagements politiques
Enseignant de primaire, il devient assistant pour le groupe de l'Appel chrétien-démocrate à la Seconde Chambre des États généraux en 2004. De 2006 à 2010, il travaille au ministère de l'Éducation, de la Culture et de la Science comme assistant politique de la ministre Maria van der Hoeven puis de la secrétaire d'État Marja van Bijsterveldt. Il devient à cette date échevin à Rotterdam, chargé de l'éducation, de la jeunesse et de la famille.

### Ministre de la Santé

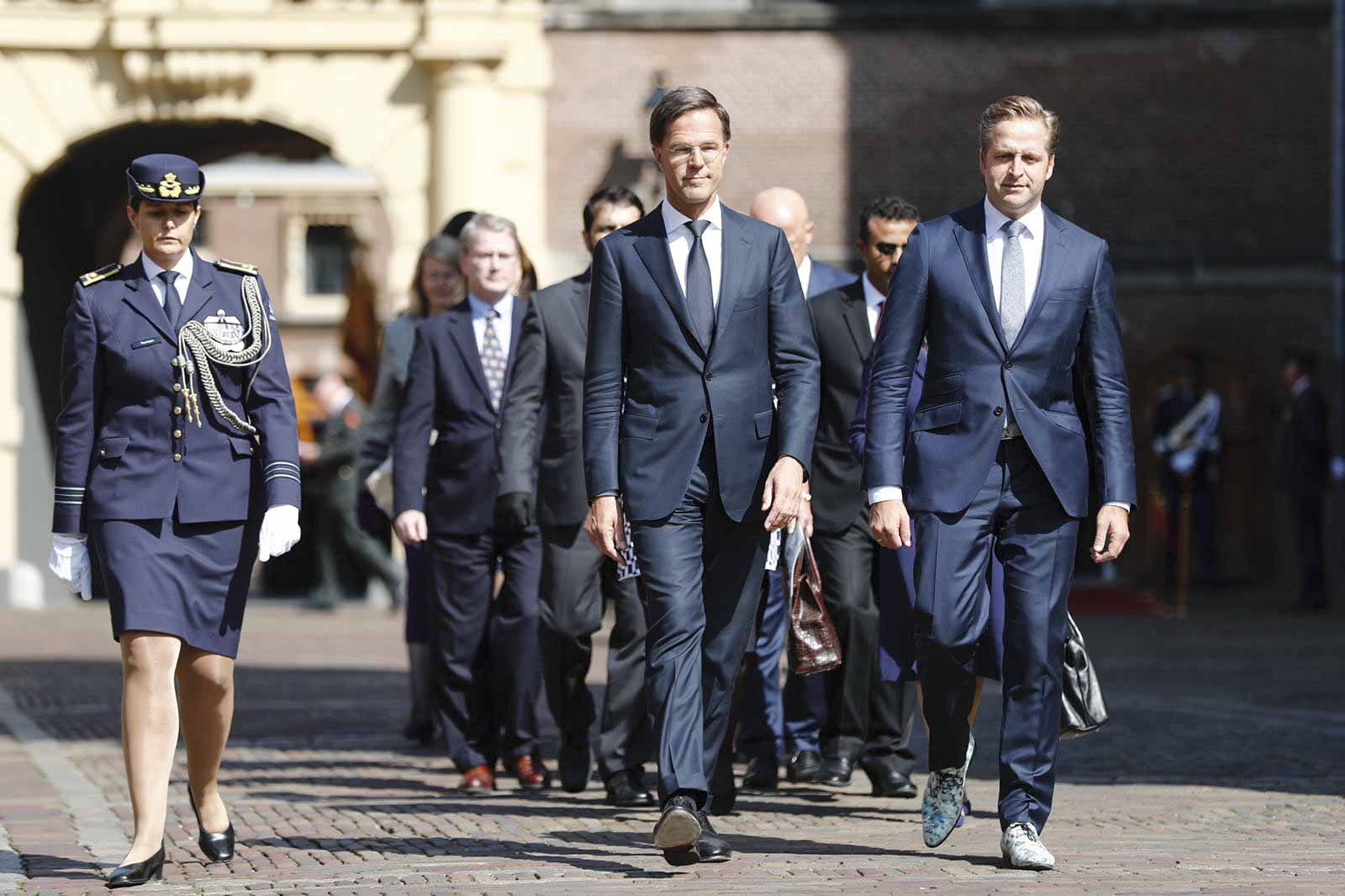
Hugo de Jonge (à droite) au côté de Mark Rutte à La Haye, en 2018.

En octobre 2017, Hugo de Jonge est nommé premier vice-Premier ministre des Pays-Bas et ministre de la Santé, du Bien-être et des Sports dans le troisième cabinet de Mark Rutte.
Lors de la pandémie de Covid-19, à partir de février 2020, il est l'un des membres du gouvernement les plus sollicités par la crise aux côtés de Bruno Bruins, Martin van Rijn (en) et Tamara van Ark, qui se succèdent à la fonction de ministre des Soins médicaux, un poste sans portefeuille au sein de son ministère, à la suite de la démission du premier, épuisé par la fatigue.
Hugo de Jonge fait l'objet de critiques pour la lenteur du processus de vaccination en janvier 2021, avant de se trouver au centre de nouvelles polémiques peu de temps après, lorsque le nombre de personnes vaccinées apparaît surestimé par les autorités, alors que les données personnelles de millions de Néerlandais se voient mal protégées des vols informatiques.

### Direction de l'Appel chrétien-démocrate
À la suite de la démission de Sybrand van Haersma Buma de la direction du parti pour devenir bourgmestre de Leeuwarden, Hugo de Jonge est vu comme un possible successeur, tout comme le ministre des Finances Wopke Hoekstra. Le 18 juin 2020, il fait officiellement connaître sa candidature pour la fonction et mener la liste chrétienne-démocrate lors des élections législatives de 2021, au lendemain de l'annonce de Hoekstra qu'il ne se présentera pas. Bien que De Jonge soit alors grand favori, il fait face à la candidature inattendue du représentant Pieter Omtzigt, sur qui il l'emporte de justesse au second tour de scrutin avec 50,7 % des voix, après qu'ils ont éliminé Mona Keijzer, secrétaire d'État aux Affaires économiques et à la Politique climatique, au premier tour.
Cependant, en décembre suivant, De Jonge annonce qu'il démissionne de la direction du parti, citant son incapacité à trouver le temps pour concilier ses fonctions de ministre et de chef politique dans un contexte de pandémie de Covid-19. Après qu'Omtzigt annonce qu'il renonce à se porter une nouvelle fois candidat, Hoekstra devient chef du parti.

### Ministre du Logement et de l'Intérieur
En janvier 2022, Hugo de Jonge est nommé ministre du Logement et de l'Aménagement du territoire, un poste de ministre sans portefeuille au sein du ministère des Affaires intérieures et des Relations au sein du Royaume, dans le quatrième cabinet de Mark Rutte. Il est parallèlement ministre des Affaires intérieures et des Relations au sein du Royaume à partir du 5 septembre 2023.